# Bayas (Asturien)
Bayas ist eines von acht Parroquias in der Gemeinde Castrillon der autonomen Gemeinschaft Asturien in Spanien.
 Die 96 Einwohner (2011) leben in 11 Dörfern.

## Dörfer und Weiler der Parroquia
- Infiesta – 18 Einwohner 2011 43° 34′ 10″ N, 6° 1′ 15″ W
- Navalon – 30 Einwohner 2011 43° 34′ 21″ N, 6° 1′ 50″ W
- La Roza – 12 Einwohner 2011
- Bayas – 36 Einwohner 2011 43° 34′ 34″ N, 6° 1′ 30″ W
  - El Cueto – 27 Einwohner 2011 43° 34′ 40″ N, 6° 1′ 15″ W
  - La Pedrera – 2 Einwohner 2011
  - El Pradon – 7 Einwohner 2011
- Muniellas – unbewohnt 2011
- El Pino – unbewohnt 2011
- El Plano – unbewohnt 2011
- El Sablon – unbewohnt 2011